# دلفين بوهاسكا
دلفين بوهاسكا وحيد السن (الاسم العلمي:†Bohaskaia monodontoides) هو نوع من الحيتانيات يتبع جنس الدلفين البوهاسكا من فصيلة الحيتان البيضاء.